# Simulium diamantinum
Simulium diamantinum es una especie de insecto del género Simulium, familia Simuliidae, orden Diptera.
Fue descrita científicamente por Coscaron & Coscaron-Arias, 1996.